# Лавровский, Пётр Алексеевич
Пётр Алексе́евич Лавро́вский (31 марта [12 апреля] 1827, Выдропужск, Тверская губерния — 28 февраля [12 марта] 1886, Санкт-Петербург) — русский филолог-славист, профессор Харьковского университета (1851—1869); ректор Варшавского университета (1869—1872); попечитель Оренбургского (1875—1880) и Одесского (1880—1885) учебных округов; член Совета министра народного просвещения; член-корреспондент Петербургской академии наук (избран 07.12.1856). Тайный советник.

## Биография
Родился в селе Выдропужск Новоторжского уезда Тверской губернии 31 марта (12 апреля) 1827 года в семье, насчитывавшей 19 детей, из которых известны также — Николай и Алексей: отец — протоиерей Алексей Стефанович Оглоблин (12.03.1782 — 19.08.1846); мать — Наталья Ивановна (12.08.1789—11.12.1870).
Учился в Тверском духовном училище, с 1842 года — в Главном педагогическом институте, окончив его в 1851 году и получив золотую медаль за исследование «О Реймском Евангелии», напечатанное в «Опытах историко-филологических трудов студентов Главного педагогического института» (СПб., 1852. Т. I).
Был назначен с 17 августа 1851 года исправляющим должность адъюнкта по кафедре славянских наречий Харьковского университета; 14 декабря 1852 года защитил в Петербургском университете диссертацию на степень магистра «О языке северных русских летописей», а в 1854 году получил в Харькове степень доктора за «Исследование о летописи Иоакимовской», в которой утверждал, что Иоакимовская летопись не подлог и не сочинена Татищевым, а в значительной своей части содержит извлечения из какой-то древнейшей, не дошедшей до нас рукописи. В этих своих работах он исходил из идей Срезневского о том, что единый древнерусский язык прекратил существование в XIV веке. В магистерской диссертации он указал на существование заметных диалектических отличий в пределах древней Новгородской области даже ранее XIII века.
С 1855 года он был экстраординарным профессором, с 1857 года — ординарным. С весны 1859 по январь 1861 года он находился в заграничной командировке. Через Сербию, Банат, Далмацию, Черногорию он проехал в Вену, затем в Прагу; в этом путешествии он завёл знакомство с выдающимися славянскими учёными и много работал как над изучением живых славянских языков, так и древних письменных памятников.
В Харьковском университете он работал до 1869 года. В это время им был написан ряд лингвистических статей: «Описание семи рукописей Императорской С.-Петербургской Публичной Библиотеки» (Москва, 1859), «Обзор замечательных особенностей наречия малорусского сравнительно с великорусским и другими славянскими наречиями» (СПб., 1859) и др. После путешествия по славянским землям в 1859—1861 годах Лавровский напечатал «Житие царя Лазаря по списку XVII в.» (М., 1860); «В воспоминание о Ганке и Шафарике» (Харьков, 1861); «Известие о состоянии униатской церкви у русских в Галиции» (Харьков, 1862); «Кирилл и Мефодий, как православные проповедники у западных славян…» (Харьков, 1863); «Падение Чехии в XVII веке» («Журнал Министерства народного просвещения». — Ч. CXVIII. — Кн. 5); «О трудах Ломоносова по русскому языку и русской истории» (Харьков, 1865); Этнографический очерк кошубов («Филологические записки», Воронеж, 1866); «Коренное значение в названиях родства у славян» (СПб., 1867).
С 1862 года был действительным членом Общества любителей русской словесности.
В 1869—1872 годах П. А. Лавровский был ректором Императорского Варшавского университета; с 1 января 1870 года — действительный статский советник. Из-за прорусских и «славянофильских» убеждений, которые он высказывал публично и в резкой форме он был вынужден уйти в отставку. После этого был попечителем Оренбургского (1875—1880) и Одесского (1880—1885) учебных округов, членом совета Министра народного просвещения; с 28 октября 1876 года — тайный советник.
Последние труды Лавровского: «Сербско-русский словарь» (СПб., 1870); «Черногория и Черногорцы» («Беседа». — 1871. — Кн. I); «Русско-сербский словарь» (СПб., 1880). После его смерти была напечатана «Итальянская легенда о жизни святого Кирилла и открытии им мощей святого Климента» («Журнал Министерства народного просвещения». — 1886. — Кн. 7 и 8).
Скоропостижно умер в Санкт-Петербурге 28 февраля (12 марта) 1886 года. Похоронен вместе со своими родителями на кладбище села Выдропужск (ныне — в Спировском районе Тверской области) у стен местной церкви.

## Награды
- орден Св. Анны 2-й ст. (1862)
- орден Св. Станислава 2-й ст. (1865)
- орден Св. Владимира 3-й ст. (1869)
- орден Св. Станислава 1-й ст. (01.01.1872)
- орден Св. Анны 1-й ст. (01.01.1878)